# Jashar Rexhepagiq
Jashar Rexhepagiq (bośn. Jašar Redžepagić, ur. 16 stycznia 1929 w Plavie, zm. 28 stycznia 2010 w Prisztinie) – kosowski nauczyciel pochodzenia bośniackiego, redaktor czasopism naukowych, pisarz, krytyk, profesor Wydziału Filozoficznego Uniwersytetu w Prisztinie. Był autorem m.in. podręczników, licznych recenzji, 5 poezji, ponad dwudziestu książek oraz kilkuset prac naukowych.

## Życiorys
Ukończył szkołę podstawową w Plavie, a szkołę średnią zaczął w Berane, jednak ukończył ją w Peciu. Studiował pedagogikę na Uniwersytecie w Zagrzebiu, które ukończył w 1953. W 1965 roku otrzymał tam stopień doktora nauk ścisłych.
Pełnił funkcje nauczyciela oraz dyrektora w Prisztinie i Prizrenie. W latach 1962–1990 był profesorem na Wydziale Filozoficznym Uniwersytetu w Prisztinie.
Od momentu powstania Akademii Nauk i Sztuk Kosowa w 1975 roku był jej stałym członkiem. Wyższe funkcje, jakie Rexhepagiq pełnił na tej akademii, to dwukrotnie jej sekretarz oraz wiceprezes przez dwie kadencje.
Uczestniczył w wielu kongresach naukowych i zawodowych zjazdach profesorów w kraju i za granicą (m.in. w Jugosławii, Czechosłowacji, ZSRR, NRD, Turcji, Albanii i Iranie). Działał w około dwudziestu czasopismach naukowych. Zajmował się historią pedagogiki, historią oświaty w Kosowie oraz krytyką naukową i literacką oraz albanologią.
Zmarł 28 stycznia 2010 roku w Prisztinie. Następnego dnia odbył się jego pogrzeb.